# Томас Парітс
Томас Парітс (нім. Thomas Parits, нар. 7 жовтня 1946, Зігендорф) — австрійський футболіст, що грав на позиції нападника, зокрема за «Аустрію» (Відень) та «Айнтрахт», а також національну збірну Австрії. По завершенні ігрової кар'єри — тренер.

## Клубна кар'єра
Народився 7 жовтня 1946 року в місті Зігендорф. Вихованець футбольної школи місцевого однойменного клубу.
У дорослому футболі дебютував 1964 року виступами за команду «Аустрія» (Відень), в якій провів шість сезонів, взявши участь у 141 матчі чемпіонату. Більшість часу, проведеного у складі віденської «Аустрії», був основним гравцем атакувальної ланки команди. За цей час двічі виборював титул чемпіона Австрії, ставав володарем Кубка Австрії.
Протягом сезону 1970/71 грав у німецькій Бундселізі у складі «Кельна», після чого перейшов до іншої західнонімецької команди «Айнтрахт» (Франкфурт-на-Майні), у якій провів три роки. Здобув у її складі Кубок ФРН 1973/74.
Протягом 1974–1977 років грав за іспанську «Гранаду», після чого повернувся на батьківщину, знову ставши гравцем віденської «Аустрії». У її складі додав до переліку своїх трофеїв ще два титули чемпіона Австрії в сезонах 1977/78 і 1978/79.
Завершував ігрову кар'єру у команді «ВОЕСТ Лінц», за яку виступав протягом 1979—1981 років.

## Виступи за збірну
1966 року дебютував в офіційних матчах у складі національної збірної Австрії.
Загалом протягом кар'єри у національній команді, яка тривала 8 років, провів у її формі 27 матчів, забивши 5 голів.

## Кар'єра тренера
Розпочав тренерську кар'єру невдовзі по завершенні кар'єри гравця, 1982 року, очоливши тренерський штаб нижчолігового «Нойзідль-ам-Зее».
За два роки був запрошений на тренерський місток рідної віденської «Аустрії», яку привів до золотих нагород національної першості 1984-1985 років. Пізніше працював із «Аустрією» і в сезоні 1986/87.
Згодом також працював із командами клубів «Санкт-Пельтен» та «Адміра-Ваккер».

## Титули і досягнення

### Як гравця
- Чемпіон Австрії (4):

«Аустрія» (Відень): 1968-1969, 1969-1970, 1977-1978, 1978-1979
- Володар Кубка Австрії (1):

«Аустрія» (Відень): 1966-1967
- Володар Кубка Німеччини (1):

«Айнтрахт»: 1973-1974

### Як тренера
- Чемпіон Австрії (1):

«Аустрія» (Відень): 1984-1985